# Potok Górny
Potok Górny is een dorp in het Poolse woiwodschap Lublin, in het district Biłgorajski. De plaats maakt deel uit van de gemeente Potok Górny en telt 1400 inwoners.

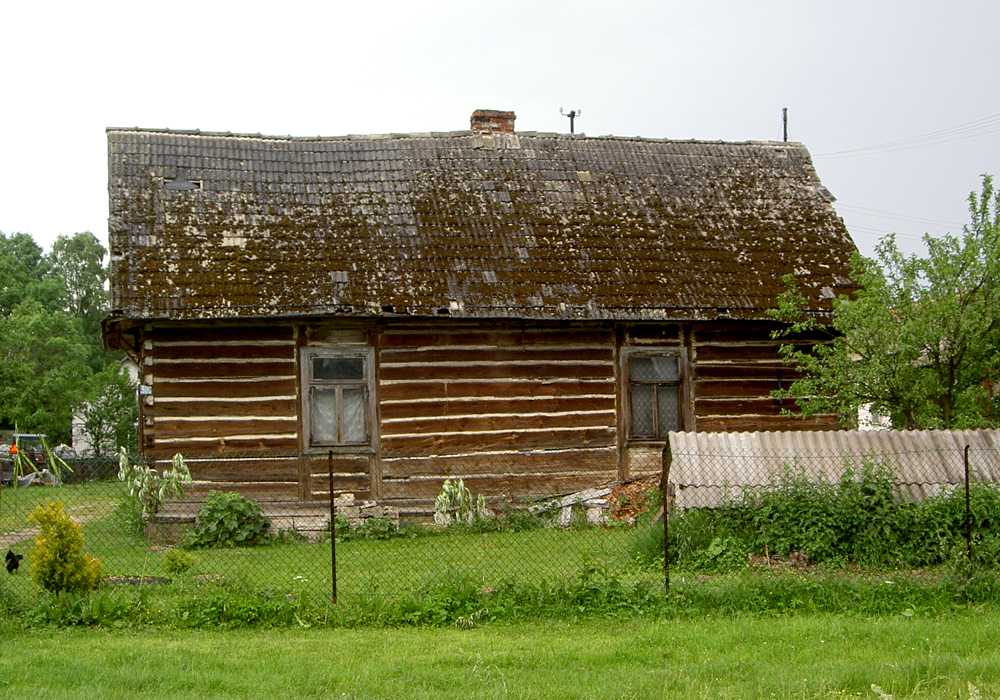
Een van de huisjes in Potoku Górnym
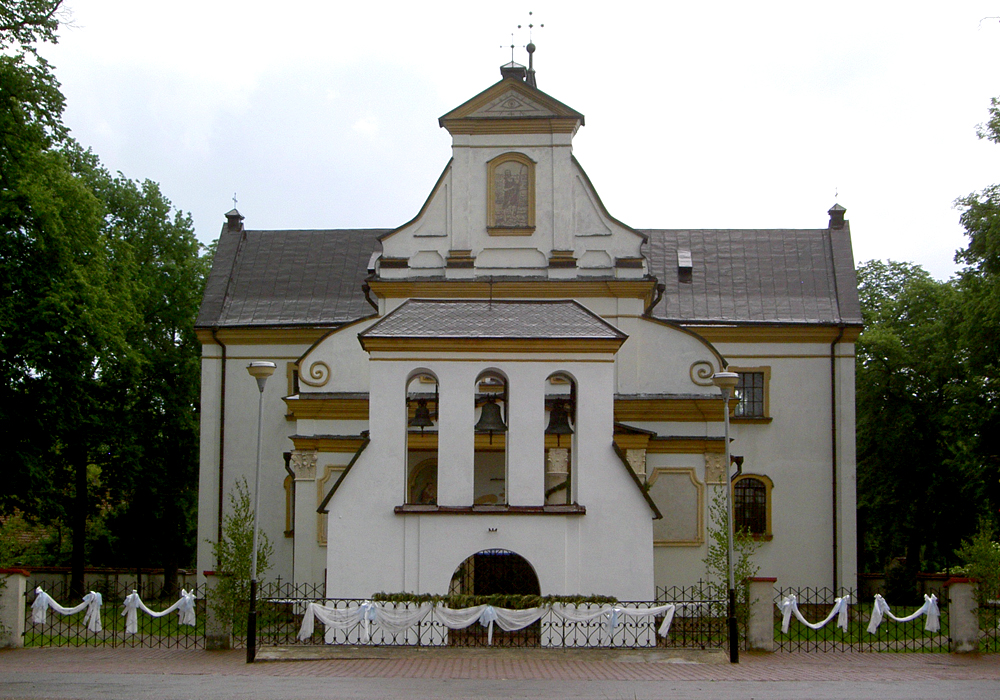
Kerk